# Cicciolina
Ilona Staller (Budapest, Hongria, 26 de novembre de 1951), més coneguda pel sobrenom de Cicciolina, és una exactriu pornogràfica italiana d'origen hongarès, que posteriorment es va dedicar a la política.

## Biografia
El 1964, amb 13 anys, va començar a treballar en una agència de models hongaresa. En les seves memòries hi diu que en aquella època passava a les autoritats hongareses informació confidencial sobre diplomàtics americans que s'hostatjaven en un hotel de Budapest, on ella treballava d'"assistent".
Posteriorment es casà amb un italià, i va adquirir la nacionalitat italiana. L'any 1973 comença a treballar amb Riccardo Schicchi, conegut productor de pel·lícules porno. És en aquell temps que adopta el nom de Cicciolina (i al seu osset de joguina, que portava sempre amb ella, Cicciolino).
L'any 1985 forma part d'una candidatura d'un partit ecologista.
El 1991 es casa amb l'artista estatunidenc Jeff Koons. Koons realitzà diverses pintures, fotografies i escultures tenint a Cicciolina com a musa, i en l'obra Made in Heaven (fet en el cel) apareixen els dos realitzant l'acte sexual. El 1992 es divorcien i Cicciolina deixa els Estats Units i torna a Europa, amb un fill que havien tingut pocs mesos abans. Aleshores va començar un plet amb Koons per la custòdia del fill.
L'any 2007 publica la seva autobiografia.

## Carrera com a actriu
Com a model, Cicciolina ha posat per la revista Playboy en moltes ocasions: 1988 i 1990 (en l'edició de l'Argentina), 2005 (en les edicions de Sèrbia, d'Hongria, i de Mèxic), etc.
Com a actriu porno, Cicciolina és coneguda pel seu atreviment i desinhibició total, tant en les pel·lícules com en la vida quotidiana: així per exemple, l'any 1978 mostra els pits en un programa de la RAI, essent la primera vegada que això succeïa en la televisió italiana.
L'any 1983 grava la seva primera pel·lícula de sexe dur (hardcore). A partir d'aquest moment Cicciolina apareix sovint en escenes de sexe múltiple, amb nombrosos actors i actrius, i realitzant tota mena de pràctiques sexuals dures, com ara sexe anal, penetracions dobles (per la vagina i per l'anus, simultàniament), cunnilingus, etc.
L'any 1985 realitza el primer nuu integral en la televisió pública espanyola, en el programa de cap d'any ¡Viva86!.
El 1989 roda la seva darrera pel·lícula, Cicciolina.
És convidada en la primera fira eròtica de Bilbao, EuskalSex, el 2007.

## Carrera com a cantant
Cicciolina també ha intentat fer carrera com a cantant.
La temàtica ha estat sempre el sexe, tenint com a objectiu transgredir les normes morals imposades.
Alguns dels seus discos han estat en primer lloc de les llistes durant setmanes, especialment a França.

## Carrera com a política
Cicciolina es declara pacifista, contrària a la pena de mort, a l'ús de pells d'animals per a fabricar roba, a l'experimentació amb animals vius, a la despenalització de les drogues, i es mostra partidària d'un cànon que gravi els efectes contaminants dels cotxes. Cicciolina és partidària d'una llibertat sexual sense límits, i d'una educació precoç (en les escoles) sobre sexualitat.
La primera vegada que Cicciolina participa en política és el 1979, quan fou cap de llista del partit ecologista italià ‘Lista del Sole'. El 1985 forma part de les candidatures del Partito Radicale Itàliano, basant la seva campanya contra l'energia nuclear, contra l'OTAN, i contra la fam. El 1987 fou escollida parlamentària, com a representant del discricte Lazio de Roma (anava segona en la llista).
L'any 2002 intenta presentar-se en les eleccions parlamentàries d'Hongria, però no aconsegueix el nombre de firmes suficients per presentar la candidatura.
Es va presentar a la batllia de Milà l'any 2006.
El 1990, a punt de començar la Guerra del Golf, Cicciolina oferí el seu cos a Saddam Hussein per realitzar sexe, a canvi que aquest renunciés a la guerra. Posteriorment, el 2006, també s'oferí a Bin Laden. Cicciolina li recordà que si Saddam hagués acceptat, qui sap què hagués passat en referència a la seva anterior oferta.